# 오쓰키 슈헤이
오쓰키 슈헤이(일본어: 大槻 周平, 1989년 5월 26일 ~ )는 일본의 축구 선수이다.

## 구단 경력
그는 2012년부터 2023년까지 J리그의 쇼난 벨마레, 비셀 고베, 몬테디오 야마가타, 제프 유나이티드 지바, 레노파 야마구치 FC에서 활동하였다.